# João de Deus Ramalho
Dom João de Deus Ramalho (chinês tradicional: 罗若望, chinês simplificado: 罗若望, pinyin: Luo Ruowang); (São Vicente da Beira, Castelo Branco, 8 de janeiro de 1890 - Vilar do Paraíso, Vila Nova de Gaia, 26 de fevereiro de 1958) foi um sacerdote católico e Bispo de Macau de 1942 a 1953, sendo depois Bispo Emérito de Macau entre 1953 e a data da sua morte.

## Formação e Presbiterado
Em 1904, concluída a instrução básica na sua terra natal, foi para Guimarães continuar os seus estudos na Escola Apostólica da Companhia de Jesus. Aos 7 de setembro de 1906, ingressou nesta ordem religiosa, no Colégio do Barro.
Em 1910, foi preso em Caxias com outros religiosos.
Em novembro de 1910 embarcou para Gibraltar; a seguir, foi para Exaten, nos Países Baixos, onde em 1911 estudou retórica; em fins desse ano, partiu para a ilha de Jersey onde estudou filosofia durante três anos, interrompidos por um ano que teve de passar em Paris, no Hospital dos Frères Hospitaliers de Saint Jean de Dieu. Nesse ano, como consentimento dos médicos praticou nesse hospital a enfermagem, que mais tarde lhe veio a ser de grande utilidade na sua vida missionária.
De Paris partiu para Davos, na Suíça onde esteve de 1914 a 1915 e onde o colheu a I Grande Guerra Mundial. Em princípios de 1915 foi para Bolengo, na Itália, onde lecionou, durante esse ano, no Colégio Francês da Província dos Jesuítas de Lyon.
De Bolengo partiu para Genebra, onde em setembro de 1916 iniciou um curso de enfermagem fisiológico e patológico; a teoria, aprendida durante um ano na Universidade de Genebra, junta à prática alcançada no Hospital dos Frères Hospitaliers de Saint Jean de Dieu, apetrecharam-no para a clínica que manteve no seu distrito de Zhaoqing (肇庆, Shiu-hing), durante todo o tempo da sua vida missionária.
De Genebra foi a Turim consultar um especialista, o qual lhe disse que para se curar seria mister extrair-lhe todo o sistema ganglionar da cabeça. Desistindo da operação, dirigiu-se à Gruta de Lurdes e, após três dias passados junto de Nossa Senhora, saiu dali inteiramente curado.
Partiu então para o Colégio del Sagrado Corazón de Pláceres de Pontevedra, em León, Espanha, onde durante o ano de 1916 foi prefeito da primeira divisão e professor de francês. Dali passou a La Guardia, entre 1916 e 1917, continuando a desempenhar o mesmo cargo de prefeito. De lá se transferiu para Hernani, perto de San Sebastián, onde durante o ano letivo de 1917-1918 foi prefeito da primeira divisão, professor de filosofia, de música e de primeiras letras, lecionando 32 horas de aula por semana.
De 1918 a 1921, estudou teologia em Oña. Ali recebeu o subdiaconado em 28 de julho, o diaconado em 29 e o presbiterado em 30 do mesmo mês de 1921, celebrando a sua primeira missa no dia seguinte, festa de S. Inácio, na capela particular de Oña, com o seu padre espiritual a servir de presbítero assistente e um companheiro português, de acólito.
De 1922 a 1923 fez a terceira provação (estudo da Teologia Mística) em Paray-le-Monial.
Em 14 de dezembro de 1923 embarcou em Marselha para a China, chegando a Hong Kong em 17 de janeiro de 1924 e a Zhaoqing (肇庆, Shiu-hing) em 22 do mesmo mês; e nesse ano, partindo a 14 de março, acompanhou o Bispo de Macau, D. José da Costa Nunes, ao Timor português, onde foi pregar os exercícios ao clero.
Em 1926, depois do estudo do chinês, foi colocado no distrito Zhaoqing, onde entrou a 22 de dezembro e ali permaneceu até à sua elevação ao episcopado. Em janeiro de 1925, fundou a revista mensal, Ecos da Missão de Shiu-hing.
Em 13 de julho de 1940, foi nomeado Superior e Vigário-Geral da missão Zhaoqing, cargo que acumulou com as funções de missionário de Zhaoqing.

## Episcopado
Em 26 de setembro de 1942, foi eleito pelo Papa Pio XII Bispo de Macau, de cuja Diocese tomou posse por procuração em 6 de novembro seguinte, sendo sagrado na Igreja de São Nicolau de Zhaoqing, a 13 de dezembro, pelo Bispo Frederick Anthony Donaughy, M.M., Vigário Apostólico de Wuzhou (梧州, Wuchow) e bispo titular de Seta na Região Autónoma de Guangxi Zhuang e pelo Bispo de Adolph John Paschang, M.M., Vigário Apostólico de Jiangmen (江门, Kongmoon), na província de Guangdong.
Finalmente, em 19 de fevereiro saiu de Zhaoqing para Macau, onde chegou em 23, fazendo a sua entrada solene na Sé Catedral no dia 24 do mesmo mês.
Durante a II Guerra Mundial ou, também, conhecida como a Guerra do Pacífico, Macau tornou-se para muitos refugiados provenientes dos territórios vizinhos, nomeadamente, de Hong Kong, Zhaoqing e de Xangai, os quais não faltavam os missionários, a porta de entrada para o mundo livre. Governou esta Diocese nos tempos demasiado difíceis da conflagração do Pacífico, tendo seguido para Portugal no Verão de 1946, donde voltou para organizar a peregrinação de Macau que foi assistir à canonização de São João de Brito, S.J., que se realizou em Roma, em junho de 1947. Aliás como o Bispo de Macau, quando chegou no dia 7 de junho a Lisboa, disse de uma forma afirmativa, "Quis o Governo apresentar em Roma uma peregrinação que é uma manifestação da extraordinária obra missionária de Portugal através de quatro séculos. Ideia admirável que reflete bem a projeção da canonização do beato João de Brito". Para oferta ao Papa, Pio XII, deu-lhe um barco chinês construído segundo o modelo dos que foram usados pelos missionários da China continental há 4 séculos, feito em ouro, de 28 quilates, ondem se vêm os escudos de Portugal e da Diocese de Macau. A oferenda têm as dimensões de 30 centímetros de comprimento e 10 de largura.
Durante o seu episcopado foram construídos os novos edifícios do Seminário de São José, onde funciona o externato, reaberto também neste período, e os salões de estudo e de atos; o Convento do Bom Jesus das Irmãs Carmelitas; a Santa Infância das Irmãs Canossianas, e vários prédios dos bens das missões. Começaram a funcionar, em edifícios adquiridos, o Colégio de São José, à Praia Grande; o Infantário de N.ª Sr.ª do Carmo, na Taipa, e o Noviciado de São Gabriel das Franciscanas Missionárias de Maria, e, os edifícios da Diocese ou alugados, vários catecumenatos. Coroou solenemente as imagens de N.ª Sr.ª de Fátima que se veneram em São Domingos. Autorizou o estabelecimento da Legião de Maria em Macau, presidindo, em São Lourenço, a Acies inaugural.
Foi ainda com a sua autorização que O Clarim (Macau), passou de revista a bissemanário e finalmente semanário.
Em 9 de janeiro de 1954, anunciou aos membros do Cabido da sua Sé Catedral de Macau que a Santa Sé tinha aceitado a resignação que pedira, continuando, no entanto, a governar a diocese, como Administrador Apostólico, até à chegada do novo prelado de Macau, o que sucedeu a 2 de julho de 1954, quando o actual prelado tomou posse canónica por procuração passada por Hong Kong pelo Chantre António Maria Morais Sarmento. Foi nomeado bispo titular de Filadélfia, na Lídia (na Ásia Menor). O papa decidiu-se pela extinta Sé de antiquíssimas tradições, pois já existia nos fins do primeiro século da era cristã. Retirou-se para Portugal "onde se agravaram, de dia para dia, os seus padecimentos físicos, vindo a sucumbir no dia 26 do mês findo".

## Episcopado-emérito
Com a sua retirada para Portugal, manteve-se como Bispo-emérito de Macau durante aproximadamente dois anos. Em fins de agosto de 1957 foi alvo de um Acidente Vascular Cerebral (AVC) que lhe paralisou o lado esquerdo; mas com os tratamentos feitos melhorou muito e recobrara o movimento (ainda não a sensibilidade) do lado que paralisara. Já podia andar e falar sem dificuldades, de maneira que as coisas pareciam encaminhar-se para a normalidade. Para a conseguir eficazmente, projetava vir a Lisboa em princípios de março, a fim de sujeitar-se a um tratamento apropriado. No dia 24 de fevereiro, partiu de S. Vicente da Beira para o norte, de visita a sua irmã, Madre Maria de Jesus Ramalho, religiosa da Doroteia, residente na casa de Vila do Paraíso, perto de Vila Nova de Gaia. Mas no dia seguinte sentiu-se muito mal, sendo por isso transladado para S. Vicente da Beira em um ambulância, acompanhado do seu médico assistente. A ambulância chegou ao termo da viagem por volta das 19h30, mas o D. João falecerá no caminho. O corpo foi levado para a igreja da freguesia, onde é pároco o seu irmão Pe. Tomás da Conceição Ramalho, e velado durante aquela noite noite e o dia e noite seguintes, por muitas pessoas ligadas por laços de família, de amizade ou de gratidão, ao saudoso defunto. 
O funeral realizou-se no dia 27. Depois da missa de corpo presente, houve às 10h00 ofícios solenes presididos D. Domingos da Silva Gonçalves, Bispo da da Guarda, que a seguir celebrou de pontifical.

## Morte e funeral
Em 26 de março de 1958 foram fomentadas as exéquias solenes que o Bispo da Diocese diocesano e o ilustrissimo Cabido promoveram em sufrágio da alma do antigo bispo desta diocese, D. João de Deus Ramalho, S.J., falecido em São Vicente da Beira. A parte coral foi desempenhada pela "Capela de Santa Cecília" do Seminário de São José. Nas primeiras bancadas da Sé Catedral distinguiu-se a presença do governador, Com. Pedro Correia de Barros, acompanhado de sua esposa e do oficial às ordens. O vasto templo encontrava-se cheio de representantes dos colégios católicos e de outros fiéis, que quiseram sufragar a alma do saudoso Prelado. Após o pontifical, o nosso Prelado procedeu à absolvição litúrgica junto do catafalco armado na capela-mor da Sé Catedral de Macau enquanto a cantoria executava o "Libera Me" de Halder.    